# El enigma sagrado
El enigma sagrado (original The Holy Blood and the Holy Grail) es un trabajo de investigación que pretende ser histórico escrito por Henry Lincoln, Michael Baigent y Richard Leigh; publicado en 1982 por Jonathan Cape en Gran Bretaña y en España por la editorial Martínez Roca. La secuela del libro, llamada El legado mesiánico fue publicada en 1987. Uno de los libros que, según los autores, influyó en el proyecto fue L’Or de Rennes (publicado después como Le Trésor Maudit), escrito en 1967 por Gérard de Sède, con la colaboración de Pierre Plantard.

## Descripción
En El enigma sagrado, los autores proponen la hipótesis de que Jesús de Nazaret contrajo matrimonio con María Magdalena, ambos tuvieron uno o más hijos, los cuales emigraron a Provenza, en el sur de la actual Francia. Una vez allí, estos descendientes de Jesús se casaron con descendientes de las familias nobles locales, las cuales dieron origen a los soberanos merovingios.
La historia de este supuesto linaje así como el  reclamo de  sus descendientes al trono de Francia es mantenida por una, también supuesta, sociedad secreta llamada el Priorato de Sion.
Desde su publicación se convirtió en un best-seller internacional, lo que ha estimulado el interés por una serie de ideas relacionadas con su tesis central. La respuesta por parte de los historiadores profesionales y académicos de ámbitos conexos fue universalmente negativa.[cita requerida] Argumentaron que la mayor parte de las reclamaciones, misterios antiguos, y teorías de conspiración que aparecen en el libro son presentadas como hechos reales, pero en realidad los datos no son comprobables, por lo que se considera pseudohistórico.[cita requerida] Sin embargo, estas ideas fueron consideradas suficientemente blasfemas para que el libro fuera prohibido en algunos países con mayoría católica, como Filipinas.

## Antecedentes
Después de leer Le Tresor Maudit, Henry Lincoln convenció a la BBC para crear una serie de documentales en la serie de televisión de 1970 Chronicle, los cuales se hicieron muy populares y generaron numerosas reacciones. Después Lincoln unió fuerzas con Michael Baigent y Richard Leigh para una investigación más profunda. Esto los llevó a los pseudohistóricos Dossiers Secrets en la Biblioteca Nacional de Francia que, aunque basados en cientos de años de historia medieval, fueron escritos por Pierre Plantard y Philippe de Chérisey bajo el pseudónimo de Philippe Toscan du Plantier. Ignorando que los documentos eran falsos, Baigent, Leigh y Lincoln los usaron como una fuente mayor para su libro.

## Contenido
En El enigma sagrado, Baigent, Leigh y Lincoln presentan los mitos como hechos comprobados para apoyar su hipótesis:
- La existencia de una sociedad secreta conocida como el Priorato de Sion, con una larga historia que comienza en 1099, y teniendo como Grandes Maestres a ilustres personajes como Leonardo da Vinci, Victor Hugo y Jean Cocteau;
- Esta sociedad secreta creó a los Caballeros Templarios como su brazo militar y rama financiera.
- La misma está dedicada a la instauración de la dinastía merovingia, que gobernó a los francos de 457 a 751, en los tronos de Francia y del resto de Europa.

Los autores reinterpretaron los Dossier Secrets a la luz de su propio interés en socavar la lectura institucional de la historia judeocristiana por la Iglesia católica. Contrariamente a la afirmación inicial de Plantard que decía que los merovingios eran descendientes únicamente de la Tribu de Benjamín, afirmaban que: 
- El Priorato de Sion protege la dinastía merovingia, ya que serían los descendientes sanguíneos de Jesús y de su supuesta esposa María Magdalena, remontándose hasta el rey David.
- La Iglesia trató de matar a todos los miembros de esta dinastía y a sus supuestos guardianes, los Cátaros y los Caballeros Templarios, con el fin de que los papas mantuvieran el trono a través de la sucesión apostólica de san Pedro sin el temor de que fuera usurpado por un antipapa proveniente de la sucesión hereditaria de María Magdalena.

Los autores, por lo tanto, llegaron a la conclusión de que los objetivos modernos del Priorato de Sion son los siguientes: 
- La revelación pública del Santo Grial que facilite la restauración merovingia en Francia.
- El establecimiento de unos Estados Unidos de Europa de carácter teocrático, como una vinculación de redes de las monarquías populares merovingias, que volvería a institucionalizar la caballería, y a ser políticamente y religiosamente unificado a través del culto imperial a un rey sagrado merovingio, quien ocuparía tanto el trono de Europa como el de la Santa Sede.
- La transferencia de la gestión de Europa y su esfera de influencia al Priorato de Sion a través de una Europa Federal.

Los autores también han incorporado el panfleto antisemita y antimasónico conocido como Los protocolos de los sabios de Sion a su historia, concluyendo que en realidad se refiere a las actividades del Priorato de Sion. Lo presentaron como la más convincente prueba de la existencia y las actividades del Priorato.

## Posteridad
En 1993 el autor John Daniel retoma la teoría en su libro Scarlet and the Beast - A History of the War between English and French Freemasonry.